# Ника (кинопремия, 2001)
14-я церемония вручения наград национальной кинематографической премии «Ника» за заслуги в области российского кинематографа за 2000 год состоялась 28 апреля 2001 года в Центральном Доме кинематографистов.
Биографическая драма Алексея Учителя — «Дневник его жены» забрала три награды из 8 номинаций, включая награду за лучший фильм.

## Статистика
Фильмы, получившие несколько номинаций
| Фильм                        | номинации | победы |
| ---------------------------- | --------- | ------ |
| • Дневник его жены           | 8         | 3      |
| • Русский бунт               | 5         | 3      |
| • Лунный папа                | 5         | 1      |
| • Нежный возраст             | 4         | 1      |
| • Москва                     | 3         | -      |
| • Луной был полон сад        | 2         | 1      |
| • Приходи на меня посмотреть | 2         | -      |
| • Бременские музыканты & Co  | 2         | -      |

## Список лауреатов и номинантов

### Основные категории
• Победители выделены отдельным цветом. 
| Категории                           | Лауреаты и номинанты                                                                          | Лауреаты и номинанты                                                                          |
| ----------------------------------- | --------------------------------------------------------------------------------------------- | --------------------------------------------------------------------------------------------- |
| Лучший игровой фильм                | • Дневник его жены (режиссёр: Алексей Учитель, продюсеры: Александр Голутва, Алексей Учитель) | • Дневник его жены (режиссёр: Алексей Учитель, продюсеры: Александр Голутва, Алексей Учитель) |
| Лучший игровой фильм                | • Лунный папа (режиссёр: Бахтияр Худойназаров, продюсер: Игорь Толстунов)                     |                                                                                               |
| Лучший игровой фильм                | • Нежный возраст (режиссёр: Сергей Соловьёв, продюсеры: Никита Михалков, Леонид Верещагин)    |                                                                                               |
| Лучший неигровой фильм              | • Марш Победы (режиссёр: Тофик Шахвердиев)                                                    | • Марш Победы (режиссёр: Тофик Шахвердиев)                                                    |
| Лучший неигровой фильм              | • Et cetera: Семь войн — от японской до чеченской (режиссёр: Андрей Осипов)                   |                                                                                               |
| Лучший неигровой фильм              | • Лицо кавказской национальности (режиссёр: Георгий Габелия)                                  |                                                                                               |
| Лучший анимационный фильм           | • Адажио (режиссёр: Гарри Бардин)                                                             | • Адажио (режиссёр: Гарри Бардин)                                                             |
| Лучший анимационный фильм           | • Носки большого города (режиссёр: Андрей Ушаков)                                             |                                                                                               |
| Лучший анимационный фильм           | • Привет из Кисловодска! (режиссёр: Дмитрий Геллер)                                           |                                                                                               |
| Лучшая режиссёрская работа          | • Бахтияр Худойназаров за фильм «Лунный папа»                                                 | • Бахтияр Худойназаров за фильм «Лунный папа»                                                 |
| Лучшая режиссёрская работа          | • Сергей Соловьёв — «Нежный возраст»                                                          |                                                                                               |
| Лучшая режиссёрская работа          | • Алексей Учитель — «Дневник его жены»                                                        |                                                                                               |
| Лучшая сценарная работа             | • Анатолий Гребнев — «Дом для богатых»                                                        | • Анатолий Гребнев — «Дом для богатых»                                                        |
| Лучшая сценарная работа             | • Ираклий Квирикадзе — «Лунный папа»                                                          |                                                                                               |
| Лучшая сценарная работа             | • Авдотья Смирнова — «Дневник его жены»                                                       |                                                                                               |
| Лучшая мужская роль                 |                                                                                               | • Андрей Смирнов — «Дневник его жены» (за роль Ивана Бунина)                                  |
| Лучшая мужская роль                 | • Николай Волков мл. — «Луной был полон сад» (за роль Алексея Ивановича)                      |                                                                                               |
| Лучшая мужская роль                 | • Олег Янковский — «Приходи на меня посмотреть» (за роль Игоря)                               |                                                                                               |
| Лучшая женская роль                 |                                                                                               | • Зинаида Шарко — «Луной был полон сад» (за роль Веры Андреевны)                              |
| Лучшая женская роль                 | • Екатерина Васильева — «Приходи на меня посмотреть» (за роль Софьи Ивановны)                 |                                                                                               |
| Лучшая женская роль                 | • Чулпан Хаматова — «Лунный папа» (за роль Мамлакат Бигмурадовой)                             |                                                                                               |
| Лучшая роль второго плана           |                                                                                               | • Сергей Гармаш — «Нежный возраст» (за роль Семёна Семёновича Беспальчикова)                  |
| Лучшая роль второго плана           | • Анастасия Вертинская — «Бременские музыканты & Co» (за роль атаманши разбойников)           |                                                                                               |
| Лучшая роль второго плана           | • Сергей Маковецкий — «Русский бунт» (за роль Алексея Швабрина)                               |                                                                                               |
| Лучшая операторская работа          | • Юрий Клименко — «Дневник его жены»                                                          | • Юрий Клименко — «Дневник его жены»                                                          |
| Лучшая операторская работа          | • Павел Лебешев — «Нежный возраст»                                                            |                                                                                               |
| Лучшая операторская работа          | • Сергей Юриздицкий — «Русский бунт»                                                          |                                                                                               |
| Лучшая музыка к фильму              | • Исаак Шварц — «Послушай, не идет ли дождь»                                                  | • Исаак Шварц — «Послушай, не идет ли дождь»                                                  |
| Лучшая музыка к фильму              | • Леонид Десятников — «Дневник его жены»                                                      |                                                                                               |
| Лучшая музыка к фильму              | • Леонид Десятников — «Москва»                                                                |                                                                                               |
| Лучшая работа звукорежиссёра        | • Александр Хасин и Юрий Рейнбах — «Русский бунт»                                             | • Александр Хасин и Юрий Рейнбах — «Русский бунт»                                             |
| Лучшая работа звукорежиссёра        | • Рустам Ахадов — «Лунный папа»                                                               |                                                                                               |
| Лучшая работа звукорежиссёра        | • Клаус-Петер Шмитт — «Москва»                                                                |                                                                                               |
| Лучшая работа художника             | • Александр Толкачёв и Владимир Ермаков — «Русский бунт»                                      | • Александр Толкачёв и Владимир Ермаков — «Русский бунт»                                      |
| Лучшая работа художника             | • Вера Зелинская и Никола Самонов — «Дневник его жены»                                        |                                                                                               |
| Лучшая работа художника             | • Юрий Хариков — «Москва»                                                                     |                                                                                               |
| Лучшая работа художника по костюмам | • Наталья Полях — «Русский бунт»                                                              | • Наталья Полях — «Русский бунт»                                                              |
| Лучшая работа художника по костюмам | • Лариса Конникова — «Бременские музыканты & Co»                                              |                                                                                               |
| Лучшая работа художника по костюмам | • Елена Супрун — «Дневник его жены»                                                           |                                                                                               |

### Специальная награда
| Приз «Честь и достоинство» |  | • Вячеслав Васильевич Тихонов |